# Ruby-Spears Productions
Ruby-Spears Productions (também conhecida como Ruby-Spears Enterprises) foi uma empresa americana de entretenimento especializada em animação.
Fundada em 1977 por Joe Ruby e Ken Spears. Ambos começaram como editores de áudio na Hanna-Barbera e mais tarde escreveram histórias de Space Ghost e The Herculoids. Em 1968, eles criaram Scooby-Doo, Where Are You! para a Hanna-Barbera. Eles deixaram Hanna-Barbera logo depois porque "eles estavam tendo dificuldade em subir" e queriam ser "produtores associados". Eles também foram escritores e produtores para DePatie – Freleng Enterprises, particularmente para The Barkleys e The Houndcats.
A Ruby-Spears Productions foi fundada em 1977 enquanto Ruby e Spears eram executivos de rede na ABC supervisionando a programação das manhãs de sábado. O presidente da ABC Entertainment, Fred Silverman, queria criar uma competição para a Hanna-Barbera, que fornecia a maior parte do conteúdo das manhãs de sábado para as três grandes redes. Silverman estava preocupado que o estúdio estivesse esticando demais seus projetos, diluindo a qualidade de suas séries, exigindo competição. O primeiro sucesso da empresa foi The Puppy Who Wanted A Boy. Os créditos da empresa incluem a série animada Fangface, Goldie Gold e Action Jack, The Plastic Man Comedy/Adventure Show, Thundarr the Barbarian, Rubik, the Amazing Cub, a versão 1983 da série Alvin and the Chipmunks, Mister T, Sectaurs, The Centurions, a série do Superman de 1988, a série animada da Police Academy e a série de desenhos animados americana do Mega Man.
O programa produzido por Ruby-Spears favorito de Joe Ruby e Ken Spears é Thundarr, o Bárbaro.
Apenas duas séries anteriores a 1991, Police Academy: The Animated Series e Piggsburg Pigs !, usavam atores de voz canadenses em vez de americanos, como a maioria de seus outros desenhos animados. Ruby-Spears também foi responsável pela sequência animada no filme Child's Play de 1988 e pela repetição da sequência como um comercial fictício na sequência de 1991 Child's Play 3.

O estúdio Rubi-Spears foi fundado em 1977 como uma subsidiária da Filmways Television  e foi vendido no final de 1981 para Taft Broadcasting, tornando-se uma empresa-irmã da Hanna-Barbera Productions. Em 1991, Ruby-Spears foi desmembrada em RS Holdings enquanto a maioria da biblioteca Ruby-Spears originais (sua biblioteca pré-1991) foi vendido junto com Hanna-Barbera para Turner Broadcasting System, que por sua vez se fundiu com a Time Warner em 1996. O estúdio Ruby-Spears fechou e abriu de volta em 1994, em seguida, fechou novamente em 1996. 
A partir de agora, a maior parte da biblioteca original da Ruby-Spears Productions anterior a 1991 é mantida pela Warner Bros., através da Hanna-Barbera Cartoons, Warner Bros. Animation e Warner Bros. Entertainment. A única biblioteca da Ruby-Spears Productions anterior a 1991 não pertencente à Warner Bros. é Rambo: The Force of Freedom, que pertence e é distribuída pela StudioCanal, que também possui e distribui os três primeiros filmes de Rambo.
Em 2019, não está claro onde a biblioteca pós-1991 de Ruby-Spears é mantida; duas exceções são a série Mega Man, que é pelo menos parcialmente propriedade da DHX Media (agora WildBrain), e Skysurfer Strike Force, que é propriedade do Invincible Entertainment Group, junto com a maior parte da biblioteca Bohbot Entertainment.
Os fundadores morreram em 2020 com três meses de diferença - Joe Ruby morreu de causas naturais em 26 de agosto aos 87 anos e Ken Spears morreu de complicações de demência com corpos de Lewy em 6 de novembro aos 82 anos. 

## Séries animadas[5]
- Alvin and the Chipmunks
- Fangface
- Rickety Rocket
- The Centurions
- Goldie Gold and Action Jack
- Heathcliff and Marmaduke
- Heathcliff and Dingbat & the Creeps
- The Plastic Man Comedy/Adventure Show
- It's Punky Brewster
- Mega Man (desenho animado)
- Mighty Man and Yukk
- Mister T
- Rambo: The Force of Freedom
- Saturday Supercade
- Superman
- Turbo Teen